# Федосіївка (Роздільнянський район)
Федосі́ївка — село в Україні, у Захарівській селищній громаді Роздільнянського району Одеської області. Населення становить 74 осіб.
До 17 липня 2020 року було підпорядковане Захарівському району, який був ліквідований.

## Населення
Згідно з переписом 1989 року населення села становило 84 особи, з яких 36 чоловіків та 48 жінок.
За переписом населення 2001 року в селі мешкали 74 особи.

### Мова
Розподіл населення за рідною мовою за даними перепису 2001 року:
| Мова       | Відсоток |
| ---------- | -------- |
| українська | 78,38 %  |
| молдовська | 18,92 %  |
| російська  | 2,7 %    |